# كاراتولاس (إليا)
كاراتولاس (Καράτουλας) هي مدينة في إليا في مقاطعة كينتريكي إلادا في اليونان.
يبلغ عدد سكانها حوالي 894 نسمة.